# 偽涅槃
偽涅槃（にせねはん、英:pseudo-nirvana）は、仏教の瞑想の段階の1つ。坐禅や止観など仏教の瞑想修行を重ねている途中で、幸福感、恍惚感、解放感、万能感、天地との一体感などを体感する状態のこと。
その状態から涅槃（悟りの境地）と間違えられるケースが多く、そこから偽涅槃と呼ばれる。
一度経験すると執着するようになり、また、悟りの境地と錯覚して得意満面となってしまう。その結果、そこから先の段階に進まずに止まってしまうことが多い。